# إديث كافيل
إديث كافيل (بالإنجليزية: Edith Cavell)‏ (4 ديسمبر 1865 - 12 أكتوبر 1915)، ممرضة بريطانية، ومهتمة بالشئون الإنسانية إبان الحرب العالمية الأولى. يحتفى بها كونها ساعدت العديد من جنود الحلفاء[ ؟ ] الذين هربوا من بلجيكا المحتلة من قبل الألمان خلال الحرب العالمية الأولى. تم القبض عليها، وقَدمت للمحاكمة العسكرية لإدانتها بالخيانة. ورغم الضغط الدولى من أجل الرحمة بها، تم إعدامها رميا بالرصاص[ ؟ ] بواسطة فرقة[ ؟ ] إطلاق النار[ ؟ ] الألمانية[ ؟ ] عام 1915. وقد أثار إعدامها إدانة العالم بأسره ولقى ذلك الحدث تغطية صحفية واسعة.
عُرفت كافيل بمقولتها «الوطنية ليست كافية»، وقالت أيضا «لا يمكننى التوقف إذ أن هناك أرواح يمكن إنقاذها». دفعتها عقيدتها الإنجيلية القوية لمساعدة[ ؟ ] كل من يحتاج للمساعدة[ ؟ ]، سواء كانوا الألمان أو الجنود الحلفاء[ ؟ ]. تم تعيين يوم 12 أكتوبر لذكراها في الكنيسة الإنجيلية. توفت كافيل عن عمر[ ؟ ] يناهز 49 عاما، فقد كانت بالفعل مرموقة كرائدة للتمريض الحديث في بلجيكا.

## نشأتها
ولدت إديث في الرابع من ديسمبر عام 1865 في سوارديستون، وهى قرية بالقرب من نورويتش حيث كان والدها القس لمدة 45 عاما. وكانت الأكبر من بين أربعة أطفال من القس فريدريك وصوفيا لويزا كافيل. قضت فترة[ ؟ ] تعمل كمربية، ثم تدربت كممرضة في مستشفى لندن، وعملت في العديد من المستشفيات في إنجلترا، بالإضافة إلى مستوصف شورديتش. في عام 1907, تم تجنيد[ ؟ ] كافيل من قبل دكتور أنطونيو ديبادج لتكون رئيسة الممرضات لمدرسة تمريض أنشأت حديثا. وفي عام 1910, شعرت كافيل بأن وظيفة التمريض قد أكسبتها موطئ قدم كافية في بلجيكا لتبرير نشر مجلة مهنية. وبعد مرور عام، أصبحت مديرة التمريض في ثلات مستشفيات، وأربع مدارس، وتلاثة عشر روضة أطفال في بلجيكا. كانت كافيل تزور والدتها الأرملة في نورفولك في شرق إنجلترا، عندما أندلعت الحرب العالمية الأولى. وعادت إلى براسليس; حيث تم الإستيلاء على عيادتها ومدرسة التمريض الخاصة بها من قبل الصليب الأحمر[ ؟ ].

## الجاسوسية العالمية
إديث كافيل والإعدام في عام 1914. في إطار حالة التشوش التي رافقت الغزو الألماني لبلجيكا ترك الحلفاء[ ؟ ] المندحرون وراءهم عددا من جرحاهم، وتم تأسيس[ ؟ ] هيئة[ ؟ ] خاصة[ ؟ ] سرية[ ؟ ] لإيوائهم ثم نقلهم وقد وجدت إديث كافيل نفسها عضوة في شبكة[ ؟ ] هذه الهيئة[ ؟ ]. كان عمرها 40 سنة وهي من أصل[ ؟ ] إنجليزي وصلت إلى بلجيكا في 1907 لتدير معهدا طبيا لتكوين الممرضات القادمات من عموم أوروبا. كانت عمليات تهريب جنود الحلفاء[ ؟ ] الجرحى بعد شفائهم أو الهاربين تتم عبر الأراضي الهولندية بمجموعات[ ؟ ] يتراوح عدد كل منها بين 20 و60 شخصا، كانوا يلبسون زي الفلاحين. هكذا وصل إلى إنجلترا خلال 11 شهرا فقط ما يزيد على ألف[ ؟ ] و500 جندي فرنسي وإنجليزي، لكن تلك الفتاة الإنجليزية كانت تمارس في الوقت نفسه دورا أقرب مباشرة[ ؟ ] إلى التجسس، فبواسطتها أستطاعت الأجهزة السرية[ ؟ ] البريطانية تجنيد[ ؟ ] المدعو ألكسندر سنريك الإعلامي الكبير[ ؟ ] الذي كان يعمل في بروكسل لحساب القيادة الألمانية[ ؟ ]، وذات يوم وبعد عملية[ ؟ ] تفتيش قامت بها الإستخبارات الألمانية[ ؟ ]، في بروكسل وجدت إديث كافيل نفسها في السجن اثر الوشاية بها. وأمام لجنة المحققين الذين كان قضاتها في الواقع ضباطاً ألمانيين انتحلوا صفة[ ؟ ] قضاة تحقيق[ ؟ ] أكدوا لها أنه سيتم إطلاق سراحها قريبا، وقعت في الفخ على خلفية اعتقادها إن المتواطئين معها كانوا جميعا بيد الشرطة الألمانية[ ؟ ] وبأنهم قد اعترفوا بما قاموا به ولذلك وشت بالجميع، ليس فقط الذين كانت أسماؤهم لدى الشرطة وإنما أيضا أولئك الذين لم تكن تحوم حولهم أي شبهة ومنذئذ زادت الاعتقالات يوما بعد يوم وكان الجنرال الألماني «فون سوبرزفايج» الحاكم[ ؟ ] العسكري لبروكسل قد وجه رسالة للقضاة أصر فيها أنه «لا رحمة» لتصدر بعد يومين فقط من المحاكمة أحكام بالإعدام خص أحدها إديث كافيل التي رفضت نصيحة أحدهم بتقديم التماس للعفو وقالت: «لا فائدة من ذلك فأنا إنجليزية وهم يريدون موتي». في صبيحة اليوم التالي، تم اقتياد إديث كافيل معصوبة العينين[ ؟ ] مع غطاء[ ؟ ] أسود[ ؟ ] على رأسها من زنزانتها إلى معسكر الرمي، حيث كان فريق من ستة جنود مكلفين بتنفيذ الأحكام بانتظارها، لم يحضر أحد عملية[ ؟ ] إعدامها ولم يصدر أبدا عن الحكومة الألمانية[ ؟ ] أي تقرير[ ؟ ] رسمي حوله، وتدل إحدى الروايات العديدة على أن الممرضة التي أبدت رباطة جأش كبيرة أثناء المحاكمة انهارت واغمي عليها قبل تنفيذ الإعدام بها فما كان من الضابط الألماني المكلف بإعطاء أوامر إطلاق النار[ ؟ ] سوى ان أرداها برصاصتين من مسدسه ليصار إلى دفنها سريعا في المقبرة[ ؟ ] القريبة من السجن، وليتم نقل رفاتها بعد توقيع الهدنة إلى إنجلترا ودفنها في حديقة[ ؟ ] الكنيسة التي كان والدها قسا لها في مدينة نورويتش.

## روابط خارجية
- إديث كافيل على موقع IMDb (الإنجليزية)
- إديث كافيل على موقع الموسوعة البريطانية (الإنجليزية)
- إديث كافيل على موقع إن إن دي بي (الإنجليزية)
- إديث كافيل على موقع كينوبويسك (الروسية)